# جورج والد
جورج والد (18 نوفمبر 1906- 12 أبريل 1997) (أو بالأحرى: جورج فالد George Wald) عالم وظائف أعضاء أمريكي. حصل على جائزة نوبل في الطب سنة 1967 بالاشتراك مع مواطنه هالدان هارتلاين والسويدي رانيار غرانيت، وذلك لأبحاثهم حول الفسيولوجيا العصبية للإبصار.

## مولده ودراسته الأولى
ولد جورج والد في مدينة نيويورك لأبوين يهوديين مهاجرين، والتحق بمدرسة بروكلين الثانوية التقنية في نيويورك وكان ضمن أول دفعة تخرجت فيها سنة 1922، ثم حصل على درجة البكالوريوس في العلوم من جامعة نيويورك سنة 1927 ثم على درجة دكتوراه الفلسفة في علم الحيوان من جامعة كولومبيا سنة 1932.
بعد تخرجه، حصل والد على منحة دراسية من المجلس الوطني الأمريكي للبحوث (1932-1934)، فسافر إلى ألمانيا ليعمل مع أوتو هاينريش فاربورغ (الحاصل على جائزة نوبل في الطب سنة 1931) في برلين، وهناك اكتشف وجود فيتامين في شبكية العين، ثم انتقل إلى زيورخ بسويسرا ليعمل مع باول كارر (مكتشف فيتامين أ)، وبعدها عاد إلى ألمانيا ليعمل لفترة وجيزة مع أوتو فريتز مايرهوف (الحاصل على جائزة نوبل في الطب سنة 1922) في معهد القيصر فيلهلم في هايدلبرغ، لكنه اضطر إلى العودة إلى جامعة شيكاغو بالولايات المتحدة بعد أن وصل أدولف هتلر إلى السلطة في ألمانيا سنة 1933 وأصبحت الحياة في أوروبا غير آمنة لليهود. وفي العام التالي (1934) انتقل والد إلى جامعة هارفارد ليعمل معلماً ثم أستاذاً لعلم الأحياء، وهو المنصب الذي شغله منذ عام 1949. كما عمل أستاذاً زائراً للكيمياء الحيوية بجامعة كاليفورنيا في صيف 1956.

## أبحاثه
بعد حصوله على الدكتوراه اكتشف والد أن فيتامين أ هو أحد مكونات شبكية العين، وفي أبحاثه التي تلت ذلك الاكتشاف أوضح والد أن تعرض صبغة «الرودوبسين» (بالإنجليزية rhodopsin) للضوء يؤدي إلى تكون بروتين يسمى «أوبسين» (بالإنجليزية opsin) ومركب آخر يحتوي على فيتامين أ، مما يبين أهمية فيتامين أ في عمل شبكية العين.
وفي الخمسينيات استخدم والد وزملاؤه طرقاً كيميائية لاستخلاص الأصباغ من الشبكية، ثم تمكنوا باستخدام المطياف الضوئي (بالإنجليزية spectrophotometer) من قياس درجة امتصاص هذه الأصباغ للضوء وعلاقته بالأطوال الموجية للضوء.

## عضويته بالجمعيات العلمية المتخصصة
انتخب والد عضواً بالأكاديمية الوطنية (الأمريكية) للعلوم سنة 1950، وعضواً بالجمعية الفلسفية الأمريكية سنة 1958. كما كان عضواً بالجمعية الأمريكية لعلماء الكيمياء الحيوية، ورابطة أبحاث طب العيون والجمعية الكيميائية الأمريكية، كما كان زميلاً للأكاديمية الأمريكية للفنون والعلوم في بوسطن وزميلاً للجمعية البصرية الأمريكية كما قضى عاماً (1963-1964) في جامعة كامبردج بإنجلترا بموجب زمالة غوغنهايم.

## الجوائز والتكريمات
حصل والد سنة 1939 على جائزة إيلي ليلي من الجمعية الكيميائية الأمريكية «عن أبحاثه الجوهرية في الكيمياء الحيوية»، وجائزة لاسكر من الرابطة الأمريكية للصحة العامة سنة 1953 «تقديراً لاكتشافاته الهامة في الكيمياء الحيوية، وخاصة فيما يتعلق بالإبصار ووظائف فيتامين أ»، وكذلك حصل سنة 1955 على ميدالية بروكتور من رابطة أبحاث طب العيون، وحصل سنة 1959 على ميدالية رومفورد من الأكاديمية الأمريكية للفنون والعلوم، وحصل سنة 1966 على ميدالية فريدريك إيفز من الجمعية البصرية الأمريكية (بالإنجليزية Optical Society of America - OSA)، كما حصل على ميدالية باول كارر من جامعة زيورخ ـ بالاشتراك مع زوجته عالمة الكيمياء الحيوية روث هوبارد ـ في مايو 1967، وفي نفس العام حصل على جائزة دوكيت جونز التذكارية (بالإنجليزية T. Duckett Jones Memorial Award) من مؤسسة ويتني.
حصل على الدكتوراه الفخرية في الطب من جامعة برن سنة 1957 والدكتوراه الفخرية في العلوم من جامعة ييل سنة 1958 ومن الجامعة الويسلية سنة 1962 ومن جامعة نيويورك سنة 1965 ومن جامعة مكجيل سنة 1966 ومن جامعتي كلارك وأمهيرست سنة 1968.

## أنشطة أخرى
اهتم والد بالكثير من القضايا السياسية والاجتماعية ومن أبرز مواقفه السياسية معارضته لحرب فيتنام وسباق التسلح النووي، كما كان عضواً ببعثة رامزي كلارك إلى إيران سنة 1980 أثناء أزمة الرهائن الشهيرة.
كما دعي إلى موسكو سنة 1986 مع عدد من الفائزين بجائزة نوبل، لتقديم المشورة للرئيس السوفييتي السابق ميخائيل جورباتشوف بخصوص بعض القضايا البيئية.

## وفاته
توفي فالد سنة 1997 في مدينة كامبردج بولاية ماساتشوستس.

## روابط خارجية
- جورج والد على موقع الموسوعة البريطانية (الإنجليزية)
- جورج والد على موقع مونزينجر (الألمانية)
- جورج والد على موقع ميوزك برينز (الإنجليزية)
- جورج والد على موقع إن إن دي بي (الإنجليزية)
- جورج والد على موقع ديسكوغز (الإنجليزية)